# پابلو مونوز
پابلو مونوز (انگلیسی: Pablo Muñoz؛ زادهٔ ۴ سپتامبر ۲۰۰۳) بازیکن فوتبال اهل اسپانیا است که در پست هافبک برای دپورتیوو لا کرونیا بازی می‌کند.